# 地域研究コンソーシアム
地域研究コンソーシアム（ちいきけんきゅうコンソーシアム、英: Japan Consortium for Area Studies, JCAS）は、地域研究に携わる日本の研究・教育機関、学会、市民団体などによって構成される組織体。
北海道大学スラブ研究センター（現北海道大学スラブ・ユーラシア研究センター）、東京外国語大学アジア・アフリカ言語文化研究所、京都大学東南アジア研究所（現京都大学東南アジア地域研究研究所）、国立民族学博物館地域研究企画交流センター（民博地域研）の4組織を中心に設立された。事務局は民博地域研に置かれた。
2006年には事務局が京都大学地域研究統合情報センター (CIAS)（現・京都大学東南アジア地域研究研究所）に移された。大学・学会やNGO/NPOを含む多様な地域研究関連組織が加盟しており、年次集会シンポジウムの実施、和文雑誌『地域研究』の編集、次世代研究者育成のための次世代支援ワークショップの公募などの活動を行っている。また、地域研究方法論研究会などの研究会を開催している。2023年3月現在では104組織が加盟している。

## 沿革
- 2004年 地域研究コンソーシアムが発足 事務局を民博地域研に置く
- 2005年 メールマガジン「JCAS News」の配信を開始
- 2006年 運営を拠点組織体制から幹事組織体制に移行 事務局を民博地域研から京大地域研に移す
- 2007年 地域研究方法論研究会を設置
- 2010年 地域情報学研究会と情報資源共有化研究会を統合して情報資源部会を設置 社会連携研究会を改組して社会連携部会を設置

## 運営
加盟組織のうち幹事組織（第10期〈2022年度 - 2023年度〉の幹事組織は10組織）の構成員が理事および運営委員となり、理事会および運営委員会が運営に当たる。理事会は地域研究コンソーシアムの活動方針を定め、運営委員会は日常的な活動を担当する。運営委員会は部会、研究会、プログラムごとに担当する活動を行う。

### 幹事組織
- 北海道大学スラブ・ユーラシア研究センター
- 東北大学東北アジア研究センター
- 東京外国語大学アジア・アフリカ言語文化研究所
- 上智大学アジア文化研究所
- 愛知大学国際中国学研究センター
- 京都大学東南アジア地域研究研究所
- 人間文化研究機構国立民族学博物館
- 東南アジア学会
- 日本マレーシア学会
- 特定非営利活動法人平和環境もやいネット

### 歴代会長
- 家田修（2004年4月 - 2010年3月、北海道大学スラブ研究センター）
- 宮崎恒二（2010年4月 - 2016年3月、日本マレーシア学会／東京外国語大学）
- 河野泰之（2016年 - 2018年、京都大学東南アジア研究所）
- 速水洋子（2018年 - 2020年、京都大学東南アジア地域研究研究所）
- 星泉（2020年4月 - 2022年3月、東京外国語大学アジア・アフリカ言語文化研究所）
- 野町素己（2022年4月 - 、北海道大学スラブ・ユーラシア研究センター）

### 歴代運営委員長
- 河野泰之（2004年4月 - 2006年3月、京都大学東南アジア研究所）
- 西井凉子（2006年4月 - 2008年3月、東京外国語大学アジア･アフリカ言語文化研究所）
- 高倉浩樹（2008年4月 - 2010年3月、東北大学東北アジア研究センター）
- 山本博之（2010年4月 - 2012年3月、日本マレーシア学会／京都大学地域研究統合情報センター）
- 宮原曉（2012年4月 - 2016年3月、大阪大学グローバルコラボレーションセンター）
- 塩谷昌史（2016年4月 - 2018年3月、東北大学東北アジア研究センター）
- 山本博之（2018年4月 - 2020年3月、京都大学東南アジア地域研究研究所）
- 岡田泰平（2020年4月 - 2023年3月、東京大学大学院総合文化研究科）
- 柳澤雅之（2023年4月 - 、京都大学地域研究統合情報センター）

### 歴代事務局長
- 臼杵陽（2004年4月 - 同年12月、民博地域研）
- 山本博之（2004年12月 - 2007年3月、民博地域研／京都大学地域研究統合情報センター）
- 林行夫（2007年4月 - 2009年3月、京都大学地域研究統合情報センター）
- 村上勇介（2009年4月 - 2011年3月、京都大学地域研究統合情報センター）
- 帯谷知可（2011年4月 - 2015年3月、京都大学地域研究統合情報センター）
- 西芳実（2015年4月 - 2017年3月、日本マレーシア学会）
- 山本博之（2017年4月 - 2020年4月、日本マレーシア学会／京都大学東南アジア地域研究研究所）
- 飯塚正人（2020年5月 - 2022年4月、東京外国語大学アジア・アフリカ言語文化研究所）
- 仙石学（2022年5月 - 、北海道大学スラブ・ユーラシア研究センター）

## 主な活動
地域研究コンソーシアムの活動は、特定地域に対する理解を深める基礎研究と現代世界における今日的課題に対する学術研究を通じた取り組みの2つの方向があり、地域研究の設計、地域研究の実施、学界との連携、社会への還元、活動内容の発信の5つの柱からなる。

### 地域研究の設計
地域研究に関わる多様な素材や情報を束ねることにより地域研究を設計する。研究企画、情報資源、地域研究方法論がある。
1. 研究企画 - 加盟組織に所属するさまざまな研究組織や研究者を束ねることで地域研究を企画する。
2. 情報資源 - 地域研究に関わる情報資源を束ねる。地域情報学研究会と情報資源共有化研究会が2010年に統合された。
3. 地域研究方法論 - 地域研究に関連するさまざまな方法を束ねる。2007年に研究会として設置された。

### 地域研究の実施
加盟組織を横断して実施される研究活動。年次集会シンポジウムや次世代支援ワークショップがある。
1. 年次集会シンポジウム：過去の年次集会シンポジウムのテーマは以下の通り
  - 「学会と地域研究」（2004年度）
  - 「地域研究を教育する：教育資源の共有化にむけて」（2005年度）
  - 「研究史としての日本の地域研究：戦前、戦後、そして未来へ」（2006年度）
  - 「地域分析と技術移転の接点：「はまる」「みる」「うごかす」視点と地域理解」（2007年度）
  - 「地域研究の実践的活用：開発・災害・医療の現場から」（2008年度）
  - 「地域研究の国際化」（2009年度）
2. 次世代支援ワークショップ：次世代研究者（博士課程後期の大学院生、研究員、助教など）のイニシアティブによるワークショップやセミナーの開催支援。公募は毎年5月頃に実施。過去の次世代ワークショップの採択課題は以下の通り。

  - 「アジア地域主義と中国問題：60～70年代の経験」（2007年1月）
  - 「ディアスポラから世界を読む」（2007年3月）
  - 「日系からNikkeiへ：日系人研究への新たなアプローチの模索」（飯島真理子、2008年2月）
  - 「南アジアの手工芸開発：「布」からみる地域社会の変動」（金谷美和、2008年11月）
  - 「人文学的アプローチによるポーランドの地域主義研究」（小椋彩、2009年1月）
  - 「地域秩序の形成と流動化：中央アジアの“いま”を探る」（小沼孝博、2009年1月）
  - 「東欧地域研究の現在、そして未来への展望：国境・学問領域を越えた総合的アプローチ」（奥彩子、2010年1月）

### 学界との連携
日本学術会議や地域研究学会連絡協議会と連携して研究活動を進めている。
JCASが学会と連携して共同で企画したパネルやシンポジウムを学会の研究集会等で実施する学会連携シンポジウム・プログラムを行っている。

### 社会への還元
地域研究の社会的活用のために社会連携部会が置かれている。活動の重点は自然災害や紛争における人道支援との連携。過去の活動は以下の通り。
1. シンポジウム
  - 「緊急支援から地域再興へ：インド洋地震津波災害と地域社会」（2005年4月9日、上智大学）
  - 「継ぎ目のない、垣根のない人道支援を目指して：2007年東ティモール学際調査研究の経験から」（2008年1月12日、お茶の水女子大学）
  - 「開かれた社会への支援を求めて：2008年アチェ津波支援学際的査報告」（2008年12月22日、東京大学）
  - 「支援の現場と研究をつなぐ：2009年9月西スマトラ地震におけるジェンダー、コミュニティ、情報」（2009年11月25日、東京大学）
2. 難民映画上映会in関西（2008年度 - ）
3. 人材交流（地域研究者が人道支援の初動調査や事業モニタリングに参加）
  - スマトラ島南西沖地震初動調査（2007年9月）
  - スーダン南部人道支援最終モニタリング調査（2008年1月）
  - ペルー地震被災者支援モニタリング調査（2008年8月）
  - スーダン南部人道支援モニタリング・評価調査（2009年11月）
  - フィリピン水害支援モニタリング調査（2009年12月）
  - スマトラ島西部パダン沖地震支援事業モニタリング調査（2010年3月）

### 活動内容の発信
ポータルサイトを構築しメールマガジンを発信、さらにニューズレター、『地域研究』などを刊行している。
1. 地域研究ポータルサイト - 地域研究コンソーシアムのウェブサイトでは地域研究に関連するイベント、公募、出版情報の収集・発信
2. メールマガジン - 地域研究に関連するイベント、公募、出版情報の配信
3. ニューズレター - 年2回の刊行
4. 雑誌 - 運営委員会のもとに置かれた『地域研究』編集委員会が編集を担当して和文学術雑誌『地域研究』を年2回刊行。第5巻までは『JCAS Review』として民博地域研が刊行し、第6巻から『地域研究』に継承された。『地域研究』の過去の特集は以下の通り
  - 「試される民主主義：イラク戦争後の中東／アフリカ女子割礼」（vol.6 no.1 2004年4月刊）
  - 「パスポートをめぐる力学：国籍・市民権・移動／周辺から見る『EU』：2004年EU拡大をめぐって」（vol.6 no.2 2004年11月刊）
  - 「方法としての地域研究／地域研究資料の新地平」（vol.7 no.1 2005年6月刊）
  - 「グローバル化する近代医療／「コロニアル・アフリカ」と「帝国の遺産」の再考：20世紀世界史の省察／脱北者問題の現実と研究」（vol.7 no.2 2006年3月刊）
  - 「リージョナリズムの現在：国民国家の内と外で／「正しい左派」と「誤った左派」のあいだで揺れるラテンアメリカ：2005年～06年の選挙過程の事例分析」（vol.8 no.1 2008年3月刊）
  - 「アフリカ〈希望の大陸〉のゆくえ」（vol.9 no.1 2009年3月刊）
  - 「越境と地域空間：ミクロ・リージョンをとらえる」（vol.10 no.1 2010年1月刊）
  - 「社会主義における政治と学知：普遍的イデオロギーと社会主義体制の地域化／南アジアの手工芸と開発：日本と南アジア生産者の関わりを研究者と実践者の「対話」を通して考える」（vol.10 no.2 2010年3月刊）
5. コンソーシアム賞 地域研究の発展に寄与する優れた活動への授賞

## 加盟組織
- 北海道大学スラブ・ユーラシア研究センター
- 東北大学東北アジア研究センター
- 宮城学院女子大学国際文化学科
- 宮城学院女子大学附属キリスト教文化研究所
- 宇都宮大学大学院地域創生科学研究科社会デザイン科学専攻
- 筑波大学大学院人文社会ビジネス科学学術院人文社会科学研究群国際地域研究専攻
- 筑波大学地中海・北アフリカ研究センター
- 学習院大学東洋文化研究所
- 慶応義塾大学東アジア研究所
- 上智大学大学院グローバル・スタディーズ研究科地域研究専攻
- 上智大学アジア人材養成研究センター
- 上智大学アジア文化研究所
- 上智大学イベロアメリカ研究所
- 大東文化大学大学院アジア地域研究科
- 東京外国語大学大学院総合国際学研究科
- 東京外国語大学アジア・アフリカ言語文化研究所
- 東京外国語大学現代アフリカ地域研究センター
- 東京外国語大学地球社会先端教育センター史資料ハブ地域文化研究拠点
- 東京大学大学院農学生命科学研究科農学国際専攻
- 東京大学大学院総合文化研究科地域文化研究専攻
- 東京大学大学院総合文化研究科グローバル地域研究機構アメリカ太平洋地域研究センター
- 東京大学東洋文化研究所
- 東京大学空間情報科学研究センター
- 東洋大学アジア文化研究所
- 日本大学国際関係学部国際関係研究所
- 日本大学生物資源科学部国際地域研究所
- 一橋大学経済研究所
- 法政大学大学院国際文化研究科
- 法政大学沖縄文化研究所
- 明治大学軍縮平和研究所
- 立教大学アジア地域研究所
- 早稲田大学人間科学部人間環境科学科
- 早稲田大学大学院アジア太平洋研究科国際関係学専攻
- 早稲田大学地域・地域間研究機構
- 静岡県立大学大学院国際関係学研究科附属グローバル・スタディーズ研究センター
- 富山大学サステイナビリティ国際研究センター（GRASS）
- 愛知大学国際中国学研究センター (ICCS)
- 愛知大学国際問題研究所
- 名古屋経済大学犬山学研究センター
- 名古屋市立大学人文社会学部国際文化学科
- 名古屋大学大学院経済学研究科附属国際経済政策研究センター
- 名古屋大学法政国際教育協力研究センター
- 南山大学アジア・太平洋研究センター
- 岐阜女子大学南アジア研究センター
- 京都外国語大学国際言語平和研究所
- 京都外国語大学ラテンアメリカ研究センター
- 京都大学大学院アジア・アフリカ地域研究研究科
- 京都大学防災研究所
- 京都大学東南アジア地域研究研究所
- 京都大学人文科学研究所
- 同志社大学グローバル地域文化学部
- 同志社大学大学院グローバル・スタディーズ研究科
- 同志社大学大学院ビジネス研究科グローバル経営研究専攻
- 同志社大学アメリカ研究所
- 同志社大学一神教学際研究センター
- 立命館大学大学院国際関係研究科
- 大阪大学大学院人文学研究科言語文化学専攻
- 大阪大学中国文化フォーラム
- 大阪大学適塾記念センター
- 大阪経済法科大学アジア研究所
- 大阪大学グローバルイニシアティブ機構
- 関西外国語大学イベロアメリカ研究センター
- 鳥取大学乾燥地研究センター
- 高知大学大学院総合人間自然科学研究科黒潮圏総合科学専攻
- 九州大学韓国研究センター
- 九州大学熱帯農学研究センター
- 長崎大学熱帯医学研究所
- 立命館アジア太平洋大学
- 鹿児島大学大学院人文社会科学研究科地域政策科学専攻
- 鹿児島大学国際島嶼教育研究センター
- 琉球大学熱帯生物圏研究センター
- 琉球大学島嶼地域科学研究所

- 日本アフリカ学会
- 日本EU学会
- 日本華僑華人学会
- 日本カナダ学会
- 日本現代中国学会
- 日本中東学会
- 日本熱帯生態学会
- 日本マレーシア学会
- 日本南アジア学会
- 日本ラテンアメリカ学会

- アジア政経学会
- アメリカ学会
- 移民政策学会
- 国際ボランティア学会
- 東南アジア学会
- 北東アジア学会
- ラテン・アメリカ政経学会
- ロシア・東欧学会

- 東洋文庫現代中国研究資料室・アフリカ研究所
- 日本貿易振興機構アジア経済研究所
- ユーラシア研究所

- 人間文化研究機構総合地球環境学研究所中国環境問題研究拠点
- 人間文化研究機構国立民族学博物館
- 独立行政法人国際交流基金日本研究・知的交流部
- 国立研究開発法人森林研究・整備機構森林総合研究所 国際連携推進拠点
- 特定非営利活動法人ASIA
- 特定非営利活動法人アジア・アフリカ研究所
- 特定非営利活動法人ジャパン・プラットフォーム
- 特定非営利活動法人地域公共政策支援センター（福井県立大学内）
- 特定非営利活動法人HANDS
- 特定非営利活動法人平和環境もやいネット
- Asia Barometer（英語版）（アジア・バロメーター・プロジェクト）
- FIAL－イベリア＆ラテンアメリカ フォーラム

### かつて加盟していた組織
- 法政大学大学院中国基層政治研究所（2021年3月廃止）[2]
- 島根県立大学北東アジア地域研究センター（2023年3月廃止）[3]